# Aleksandrovskoe (Oblast' di Tomsk)
Aleksandrovskoe (in russo Александровское?) è un villaggio della Russia asiatica nell'oblast' di Tomsk; è il centro amministrativo del rajon Aleksandrovskij.
Si trova sulla riva sinistra dell'Ob', 670 km  a nord-ovest di Tomsk.